# Lillkyrka distrikt, Uppland
Lillkyrka distrikt är ett distrikt i Enköpings kommun och Uppsala län. 
Distriktet ligger sydost om Enköping. 

## Tidigare administrativ tillhörighet
Distriktet inrättades 2016 och utgörs av socknen Lillkyrka i Enköpings kommun.
Området motsvarar den omfattning Lillkyrka församling hade vid årsskiftet 1999/2000.